# Genomweite Assoziationsstudie
Eine genomweite Assoziationsstudie (GWAS, engl. Genome-wide association study) ist eine Untersuchung der genetischen Variation des Genoms eines Organismus – ausgelegt, um einen bestimmten Phänotyp (zum Beispiel eine Krankheit) mit bestimmten Haplotypen (bzw. Allelen) zu assoziieren.
Das Ziel von GWAS ist es also letztlich, die Allele (bestimmte Ausprägungen eines Gens) zu identifizieren, welche gemeinsam mit einem Merkmal auftreten. Dabei werden nicht notwendigerweise die Gene direkt untersucht – v. a. aus ökonomischen Gründen nicht –, sondern wohldefinierte Marker (SNP, single-nucleotide polymorphism). Um diese zu detektieren, wird vor allem auf Methoden wie Polymerase-Kettenreaktion und die isothermale DNA-Amplifikation mit allelspezifischen Oligonukleotiden gesetzt.

## Übersicht

A Ein kleiner Lokus auf dem menschlichen Chromosom 5 mit zwei SNPs. B Die Stärke der Assoziation von SNP und Krankheit auf Grund der Prävalenz jedes SNP in Krankheits- und Kontrollgruppe. C Ein Manhattan-Plot: Auf der Abszisse sind die Chromosomen aufgereiht und die Ordinate zeigt den Grad der Assoziation an. Jeder Punkt repräsentiert einen SNP. Beim Chromosom 5 wird deutlich, dass eine signifikante Assoziation zwischen SNP 1 und der Krankheit vorliegt.

Um eine GWAS durchzuführen, werden zwei Gruppen von Versuchsorganismen benötigt: eine Vergleichsgruppe (also „normal“) und eine Gruppe, welche den Phänotyp von Interesse aufweist (also die Krankheit oder sonst ein spezielles Merkmal). Von beiden Gruppen werden DNA-Proben genommen und individuell anhand von Markern auf deren Variation getestet (heute werden dazu definierte SNPs verwendet). In der Analyse wird darauf nach Unterschieden in der Variation zwischen beiden Gruppen gesucht: Eine Häufung eines bestimmten Markers in der Gruppe des Phänotyps von Interesse stellt eine Assoziation dar. Die meisten Loci der benutzten Marker-SNPs (single-nucleotide polymorphism) befinden sich nicht in einer Protein-kodierenden Region, sondern liegen entweder in nicht-kodierenden Regionen zwischen zwei Genen (also in regulatorischen Regionen) oder auf Introns.
Dabei sagt eine GWAS aber nichts darüber aus, in welchem Zusammenhang das gefundene Allel nun konkret mit dem Phänotyp steht – es ist eine bloße Assoziation (im Speziellen ist es eine Assoziation nur mit dem Polymorphismus und nicht einmal direkt mit einem kodierenden Allel), ein vorerst rein korrelativer Zusammenhang. Ein möglicher kausaler Zusammenhang kann erst nach der Identifizierung solcher „Kandidaten-Gene“ mit molekularbiologischen und biochemischen Methoden erforscht werden.
An Bedeutung gewinnen GWAS in den letzten Jahren durch den Preisverfall bei der DNA-Sequenzierung. Die geringeren Kosten ermöglichen in der Humanmedizin zunehmend auch der interessierten Bevölkerung privat über spezialisierte Anbieter (z. B. 23andMe) eine Marker-Analyse des eigenen Genoms durchführen zu lassen. Dabei steht eine individuelle Risikoabklärung (genetische Disposition bzw. Prädisposition) für schon bekannte Allel-Krankheit-Assoziationen im Vordergrund, doch die in immer größerer Zahl vorhandenen Datensätze vielfältigster Phänotypen können in der Folge zu Forschungszwecken für GWAS genutzt werden (die Zustimmung der DNA-Donoren vorausgesetzt).

## Hintergrund
Das diploide menschliche Genom beispielsweise umfasst gut sechs Milliarden Basenpaare. Obwohl die Unterschiede zwischen zwei Menschen – im Vergleich zu anderen Spezies – extrem klein sind, wurden bisher mehr als 300 Millionen Polymorphismen gefunden (Datenbank Ensembl Variation 91). Die große Mehrheit dieser Polymorphismen liegt dabei als Einzelnukleotid-Polymorphismen (SNP) vor.
Von Interesse wären eigentlich nur unterschiedliche Allele (Protein-kodierende und regulatorische Regionen) – d. h. Unterschiede in Regionen, welche einen direkten Einfluss auf die Genfunktion (z. B. die Funktion des kodierten Proteins oder die Expressionsrate) haben. Die Sequenzierung aller derartigen Regionen ist heute aber noch zu aufwendig und zu teuer – und vermutlich ist eine derart hohe Auflösung auch gar nicht nötig. Für das menschliche Genom sammelte und kartierte das HapMap-Projekt in einer ersten Phase Varianten von einer Million SNPs, arbeitet nun aber bereits in einer zweiten Phase an einer Haplotypenkarte von 3,1 Millionen SNPs. Prinzipiell sind genügend Marker identifiziert, um zu jedem Gen von Interesse einen (oder mehrere) Marker bereitzustellen, der auch zusammen mit dem Gen rekombiniert. Heute werden GWAS praktisch immer anhand von SNP durchgeführt – bei spezifischeren (also nicht genomweiten, sondern auf bestimmte DNA-Abschnitte oder Gene fokussierenden) Studien können aber je nach Eignung auch andere Polymorphismen oder vollständige Sequenzanalysen Anwendung finden.
Besonders reizvoll macht GWAS die „Hypothesenfreiheit“, d. h., es findet keine Vorselektion von möglichen krankheits- bzw. Phänotyp verursachenden Genen statt (kein Einbringen von A-priori-Wissen) – es wird schlicht das ganze Genom untersucht. Damit ist die Analyse ergebnisoffener, und möglicherweise können neue und unerwartete Gene mit Phänotypen assoziiert werden.

## Grenzen und Gefahren
GWAS können anfällig für P-Hacking sein. Sie besitzen verschiedene methodische Grenzen. Die größte Einschränkung der GWAS ist, dass nur Assoziationen von häufigen Haplotypen zu einem Phänotypen gefunden werden können – alle seltenen Varianten bleiben unentdeckt. Weiter ist zu betonen, dass GWAS nur korrelative Resultate liefern. Ein bestimmtes Allel eines Gens tritt gehäuft gemeinsam mit einem Phänotyp auf, was bedeutet, dass Gen und Merkmal ‚irgendwie‘ in Verbindung miteinander stehen. Die Kausalität muss in weiteren Untersuchungen erst gezeigt oder gefunden werden. Auch werden heute nicht die Gene selber gefunden, sondern bloß Polymorphismen, die wiederum nur korrelativ mit den Genen zusammen auftreten.
In der Humanmedizin werden mit der zunehmenden Popularisierung der personalisierten Medizin immer mehr Patienten-Genome sequenziert (bzw. Gentests durchgeführt, also nur Ausschnitte des gesamten Genoms sequenziert). Der fortschreitende Preisverfall bei der Sequenzierung von DNA durch immer effizientere Technologien begünstigt diesen Trend immens. Auch sind Anbieter in den Markt eingestiegen, die sich direkt an Privatkunden wenden – auch ohne Krankheit und nur aus Neugierde wird heute sequenziert. Durch die dadurch steigende Verfügbarkeit von menschlichen Genomen stellen sich zwangsläufig gesellschaftliche Fragen, z. B. wie Krankenkassen mit der hochspezifischen Information umgehen sollen, wie Patienten mit korrelativen Resultaten bezüglich einer Krankheitswahrscheinlichkeit umgehen oder wie privat die persönliche Sequenz sein soll. Es gibt bereits Online-SNP-Datenbanken wie opensnp.